# Panicale
Panicale là một đô thị ở Tỉnh Perugia trong vùng Umbria, có khoảng cách khoảng 25 km về phía tây nam của Perugia. Tại thời điểm ngày 31 tháng 12 năm 2004, đô thị này có dân số 5.623 người và diện tích là 78,8 km².
Đô thị Panicale có các frazioni (các đơn vị cấp dưới, chủ yếu là các làng) Tavernelle, Colle San Paolo, Missiano, Casalini, Colle Calzolaro, Macereto, Mongiovino, Montale, Colgiordano, Gioveto, và Migliaiolo.
Panicale giáp các đô thị: Castiglione del Lago, Magione, Paciano, Perugia, Piegaro.